# Wehnde
Wehnde es un municipio situado en el distrito de Eichsfeld, en el estado federado de Turingia (Alemania), a una altitud de 280 metros. Su población a finales de 2016 era de unos 390 habitantes y su densidad poblacional, 40 hab/km².

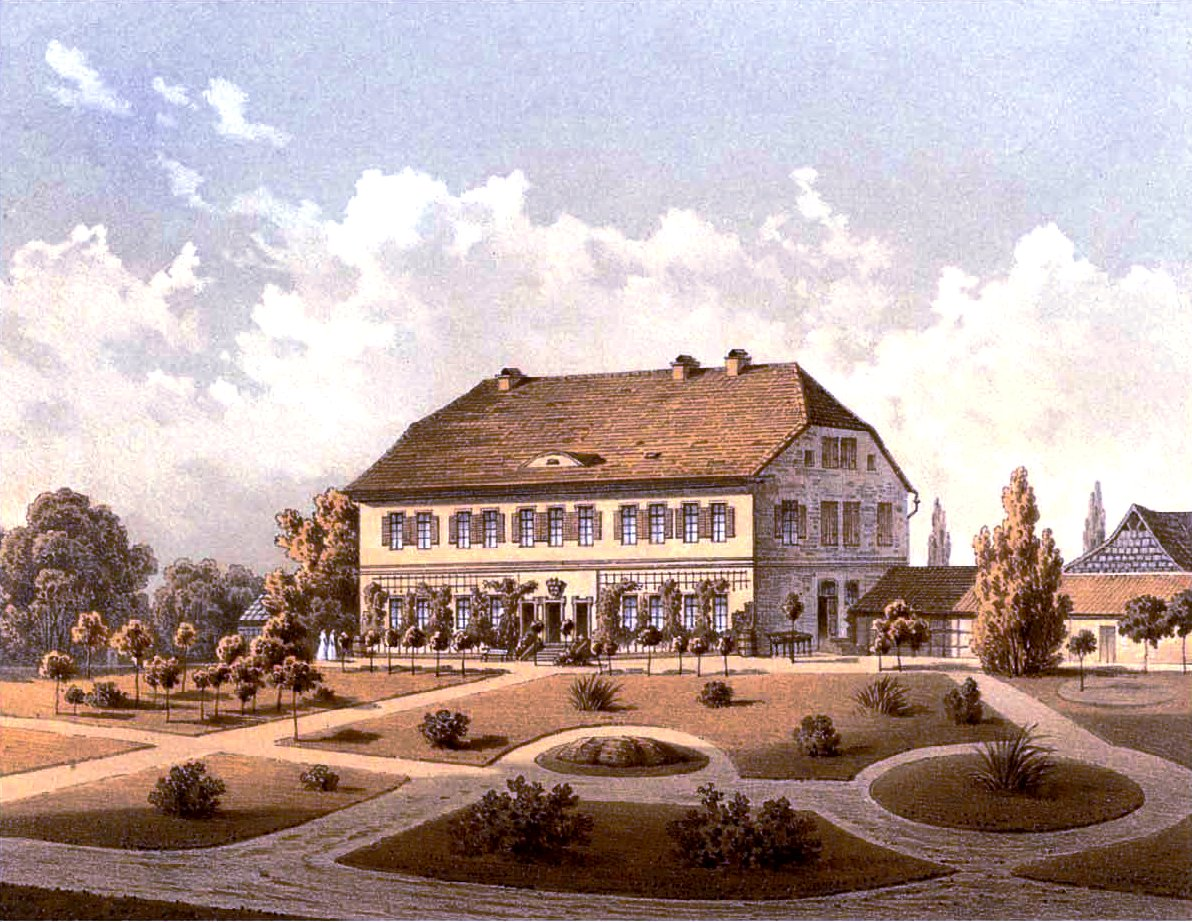
Mansión Wehnde, en torno a 1860. Edición por Alexander Duncker.

Se encuentra ubicado cerca de la frontera con el estado de Baja Sajonia.